# Чолдала
Чолдала (каз. Шөлдала) — станция в Жамбылском районе Жамбылской области Казахстана. Входила в состав Кумшагалского сельского округа. В 2011 году включена в состав города Тараз и исключена из учётных данных.

## История
Основана в 1929 году как отделение совхоза «Пригородный» по производству молока и выращиванию овощей.
По состоянию на 1989 год, входила в состав Кумшагалского сельсовета Джамбулского района.

## Население
| Численность населения | Численность населения | Численность населения |
| 1989                  | 1999                  | 2009                  |
| --------------------- | --------------------- | --------------------- |
| 894                   | ↗1248                 | ↗3167                 |

В 1989 году население села составляло 894 человек (из них казахи — 75 %).
В 1999 году население станции составляло 1248 человек (624 мужчины и 624 женщины). По данным переписи 2009 года, в населённом пункте проживало 3167 человек (1579 мужчин и 1588 женщин).